# Jürg Weibel
Jürg Weibel (* 19. August 1944 in Bern; † 24. Mai 2006 in Basel) war ein Schweizer Lehrer, Journalist und Schriftsteller.

## Leben
Jürg Weibel wurde in Bern geboren und studierte erst Medizin, dann Germanistik, Geschichte und Romanistik an der Universität Basel. Er lebte in Basel und war als Gymnasiallehrer, Journalist und Schriftsteller tätig. 
Von 1972 bis 1984 war Weibel Mitherausgeber der Schweizer Literaturzeitschrift drehpunkt. Er war Mitglied der Gruppe Olten und des P.E.N.

## Werke

### Bücher
- Ellbogenfreiheit. Patriotische Gedichte. Lenos, Basel 1978
- Rattenbesuch. Phantastische Erzählungen. Nachtmaschine, Basel 1979
- Saat ohne Ernte. Legende und Wirklichkeit im Leben des General Johann August Sutter. Nachtmaschine, Basel 1980
- Die schönste Frau der Stadt. 10 Erzählungen. Orte, Zürich 1981
- Feinarbeit im Morgengrauen / Laubscher. Zwei Erzählungen. Ritter, Klagenfurt 1981
- Das Schweigen der Frauen von Masachapa. Erzählungen. Nachtmaschine, Basel 1983
- Geisterstadt. Erzählungen. Nachtmaschine, Basel 1985
- Die seltsamen Absenzen des Herrn von Z. Roman. Edition Erpf bei Neptun, Kreuzlingen 1988
- Tod in den Kastanien. Roman. Edition Erpf, Bern 1990
- Captain Wirz: Eine Chronik. Ein dokumentarischer Roman. Edition Erpf, Bern 1991
- Beethovens Fünfte. Roman. Xenon, Basel 1996
- Ein Kind von Madonna. Irre Geschichten. Cosmos, Muri bei Bern 1999, ISBN 3-305-00385-5
- Doppelmord am Wisenberg. Kriminalroman. Orte, Oberegg 2006, ISBN 3-85830-133-7

### Theater-Aufführungen
- D’Muetter wott’s wüsse. UA: Stadttheater Bern 1985
- Tangostunde. UA: Zähringer-Theater Bern 1995

### Hörspiele/Radiosendungen
- Die Literatur Lateinamerikas im Aufbruch. Schweizer Radio DRS, 1978
- Was hat Jazz mit Literatur zu tun? DRS, 1986/87
- Die wunderbare Wirklichkeit Amerikas. Zum Werk Alejo Carpentiers. DRS, 1988
- Henry Wirz: Massenmörder oder Sündenbock? (Hörspiel). DRS, 1990
- November (Hörspiel). SWF, 1992
- Gold-Dreck (Hörspiel in 4 Folgen). SWF, 1994
- Schizophrenie und Poesie (Feature). SWR, 2000